# Sparkasse Lüdenscheid
Die Sparkasse Lüdenscheid, Zweckverbandssparkasse im Märkischen Kreis, war eine öffentlich-rechtliche Sparkasse mit Sitz in Lüdenscheid. Sie war Rechtsnachfolgerin der
Sparkasse Halver-Schalksmühle und der Zweckverbandssparkasse Lüdenscheid.
Das Geschäftsgebiet des Kreditinstituts erstreckte sich auf die Städte Lüdenscheid und Halver sowie die Gemeinden Herscheid und Schalksmühle.
Im Jahr 2022 fusionierte die Sparkasse Lüdenscheid mit der Sparkasse HagenHerdecke zur Sparkasse an Volme und Ruhr.

## Geschäftszahlen
Die Sparkasse Lüdenscheid wies im Geschäftsjahr 2021 eine Bilanzsumme von 2,353 Mrd. Euro aus und verfügte über Kundeneinlagen von 1,89 Mrd. Euro. Gemäß der Sparkassenrangliste 2021 lag sie nach Bilanzsumme auf Rang 206. Sie unterhielt 16 Filialen/Selbstbedienungsstandorte und beschäftigte 329 Mitarbeiter.

## Sparkassen-Finanzgruppe
Die Sparkasse Lüdenscheid war Teil der Sparkassen-Finanzgruppe und gehörte damit auch ihrem Haftungsverbund an. Er sicherte den Bestand der Institute und sorgte dafür, dass sie auch im Fall der Insolvenz einzelner Sparkassen alle Verbindlichkeiten erfüllen können. Die Sparkasse vermittelte Bausparverträge der regionalen Landesbausparkasse, offene Investmentfonds der Deka und Versicherungen der Westfälischen Provinzial Versicherung. Im Bereich des Leasing arbeitete die Sparkasse Lüdenscheid mit der Deutschen Leasing zusammen. Die Funktion der Sparkassenzentralbank nahm die Landesbank Hessen-Thüringen wahr.